# Sfia Bouarfa
Sfia Bouarfa (Jerada, 14 oktober 1950) is een Belgisch politica van Marokkaanse origine. Ze was lange tijd actief bij de PS.

## Levensloop
Nadat Bouarfa baccalaureus in de moderne letteren werd in Marokko, vertrok zij op 20-jarige leeftijd naar België om sociale studies te doen aan de UCL. Ze werd er licentiate in de arbeiderswetenschappen. Beroepshalve werd ze sociaal assistent. 
Haar politieke carrière begon in 1994 toen ze gemeenteraadslid in Schaarbeek werd, een functie die ze zou uitoefenen tot in 2012. In 1995 werd Bouarfa vervolgens lid van het Brussels Hoofdstedelijk Parlement, wat ze bleef tot in 2014.
Verder was zij van 1995 tot 2009 lid van het Parlement van de Franse Gemeenschap. Van 2001 tot 2009 zetelde ze als gemeenschapssenator in de Belgische Senaat. In het Parlement van de Franse Gemeenschap was ze van 1995 tot 2004 ondervoorzitster van de PS-fractie en van 1997 tot 2009 secretaris.
In februari 2014 werd bekend dat Bouarfa de PS verliet wegens de politiek dat de partij voerde en dat ze haar steun aan PTB-go! gaf .

## Trivia
- Sinds 2003 is Bouarfa ridder in de Leopoldsorde.